# Samir Geagea

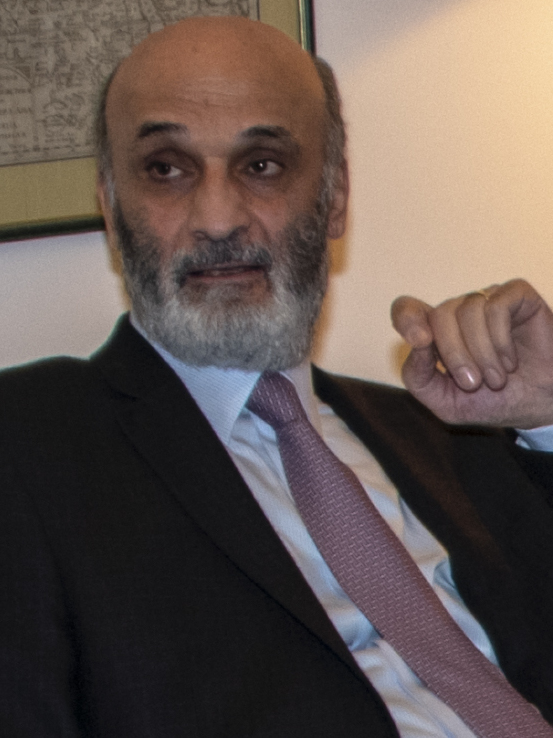
Samir Geagea (2019)

Samir Geagea (auch Samir Ja'ja' ; arabisch سمير جعجع, DMG Samīr Ǧaʿǧaʿ; * 25. Oktober 1952 in Beirut, Libanon) ist ein libanesischer Politiker und früherer Milizführer. Er ist seit 1986 Anführer der Forces Libanaises (FL), einer christlichen Miliz im Libanesischen Bürgerkrieg, die er nach Kriegsende in eine politische Partei umwandelte. Geagea wurde als einziger politischer Führer des Landes für Verbrechen während des Bürgerkriegs vor Gericht gestellt und 1994 zu einer mehrfach lebenslangen Freiheitsstrafe verurteilt. Er profitierte jedoch von einem Amnestiegesetz, das die libanesische Nationalversammlung am 18. Juli 2005 verabschiedete. Seither ist er wieder Vorsitzender seiner Partei.

## Leben
Geagea wurde im Beiruter Stadtteil Ain el-Remmaneh als Kind maronitischer Eltern aus der Stadt Bescharri in den Bergen des nördlichen Libanon geboren. 

### Bürgerkriegsperiode

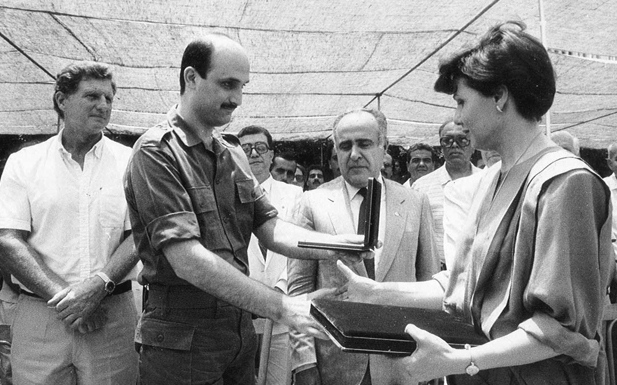
Samir Geagea (Uniformierter im Vordergrund) mit Dany Chamoun (links) und Leila Hawi Zod (rechts)

Während Geagea Medizin an der Amerikanischen Universität Beirut studierte, wurde er Mitglied der rechtsgerichteten Kata’ib, deren Miliz (auch Phalange genannt) die wichtigste der christlichen Milizen beim Ausbruch des Bürgerkriegs im Jahre 1975 war. Er durchlief die Ränge und führte verschiedene Verzweiflungsoperationen auf Wunsch von Baschir Gemayel aus, dem damaligen Kata'ib-Führer. Gemayel schaffte es, sich gewaltsam an die Spitze der libanesischen Christen zu stellen. Im Jahre 1978 führte Geagea ein Kommando der Forces Libanaises in die Bergregion Ehden, das ein Attentat auf Tony Frangieh, den Sohn des früheren Präsidenten Suleiman Frangieh, und dessen komplette Familie verübte. Während dieser Aktion wurde er verletzt und seine Hand wurde dadurch teilweise unbrauchbar. Geagea wurde zum Anführer der nördlichen Front der Forces Libanaises in den frühen 1980er-Jahren, wobei ihm ungefähr 1.500 kampferprobte Freischärler unterstanden, die hauptsächlich aus Bescharri und einigen anderen Städten und Ortschaften des nördlichen Libanons stammten. Geagea führte seine Männer in heftigen Kämpfen gegen die syrische Armee während der Belagerung von Zahlé von 1980 bis 1981. 1983 leitete er die Verteidigung des Distrikts Chouf im zentralen Libanon, die mit der Niederlage gegen eine Übermacht von verschiedenen Milizen endete, im Besonderen durch die von dem späteren Verbündeten Walid Dschumblat und die vom Militär Syriens unterstützt wurden.
Im Jahre 1984 führten Geagea and Elie Hobeika einen milizinternen Putsch aus, um die Anführerschaft von Fouad Abu Nader in den Forces Libanaises zu beenden.
Fouad Abu Nader wurde vorgeworfen, eine Politik zu vertreten, die zu sehr an die des Präsidenten Amine Gemayel (dieser war der Onkel Naders) angelehnt war. Die Politik Gemayels wurde von den meisten FL-Anführern nicht akzeptiert. Im Jahre 1986 wurde Geagea Oberhaupt der Forces Libanaises, nachdem Hobeika des Verrates an den libanesischen Christen beschuldigt wurde, nachdem er einer von Syrien unterstützten Vereinbarung (der Dreiparteienvereinbarung) zugestimmt hatte. Geagea formte die LF in eine organisierte Streitkraft um, die von Saddam Hussein finanziert und unterstützt wurde. 1989 befürwortete er das Abkommen von Taif, dessen Ziel das Ende der libanesischen Bürgerkriegs war. Das Abkommen zielte zwar auf ein Ende des Bürgerkrieges ab, ihm fehlte aber ein klares Datum eines syrischen Truppenabzuges. Syrien blieb demnach als Ordnungsmacht im Libanon. Geagea kontrollierte die meisten Einrichtungen im staatlichen Besitz, unter anderem den Hafen von Beirut, wo er Geld für seine Miliz durch Import und Export aufbrachte. Er trieb auch Steuern in den christlichen Regionen ein.

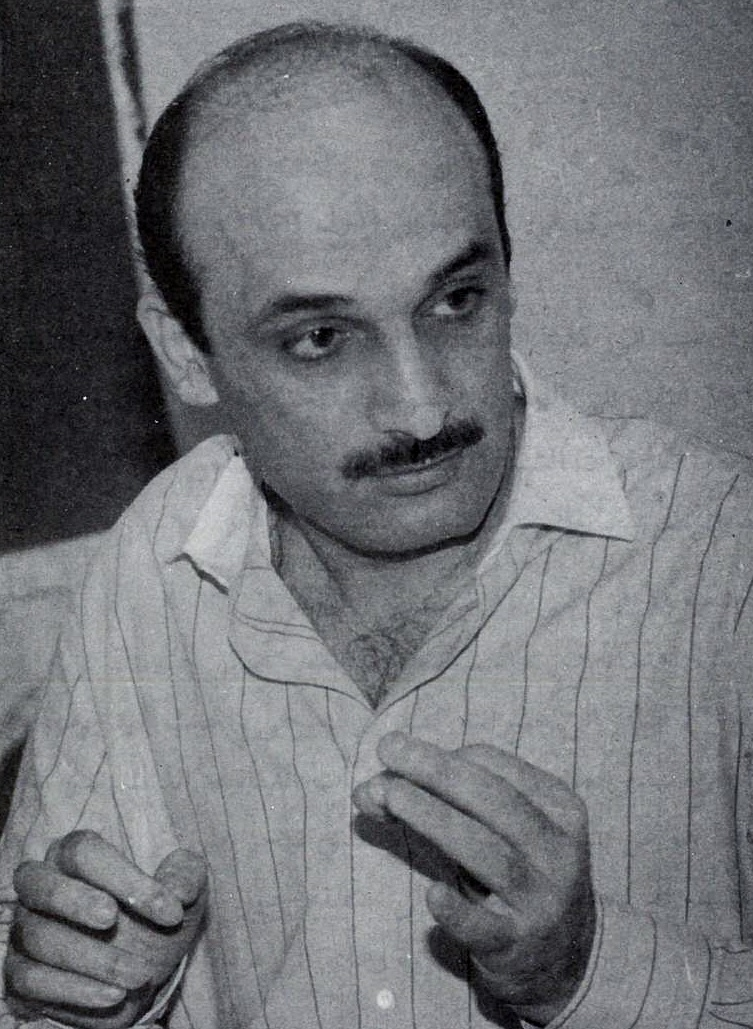
Geagea im Jahr 1988

Geagea stimmte anfangs mit der Regierung von Ministerpräsident Michel Aoun überein und half ihm bei seinen Bemühungen, den Libanon von fremden Streitkräften im Einklang mit der UN-Resolution 520 zu befreien, als Aoun den «Befreiungskrieg» am 14. März 1989 gegen Syrien erklärte. Allerdings begann er später Aouns Beweggründe zu einem solch destruktiven und aussichtslosen Krieg gegen die viel größere syrische Armee und ihre linksgerichteten Verbündeten in Frage zu stellen. Als Aoun begann, aktive Schritte zu unternehmen, eine Autorität der Regierung gegenüber den Milizen zu etablieren, widersetzte sich Geagea. Dies führte in einen militärischen Konflikt zwischen der libanesischen Armee und den Forces Libanaises, der vom 31. Januar bis zum 13. Oktober 1990 dauerte.

### Nachkriegsperiode
Aoun kapitulierte am 13. Oktober 1990, nachdem die syrische Armee ihn aus dem Präsidentenpalast in Baabda vertrieben hatte. Dieses Datum wird als das Ende des Bürgerkrieges angesehen. Nachfolgend wurden ihm mehrfach Ministerien in der neuen libanesischen Regierung angetragen, aber er lehnte aufgrund seiner Opposition zu den syrischen Störungen der inneren Angelegenheiten Libanons ab. Im Jahre 1994 explodierte eine Bombe in der Kirche von Sayyidet Al Najet und tötete mehrere Gläubige. Geagea wurde verdächtigt und verhaftet aufgrund der Anklage des Versuches, die Autorität der Regierung zu untergraben, indem er „eine Miliz in dem Gewand einer politischen Partei unterhält“, der Planung von Gewaltakten und der Durchführung von Attentaten während des Bürgerkrieges. Er wurde der Attentate auf den früheren Ministerpräsidenten Raschid Karami, Dany Chamoun und seiner Familie, sowie Elias Al Zayeck beschuldigt. Er wurde auch des Versuchs der Tötung des Ministers Michel Murr angeklagt. Vor seiner Verhaftung wurde er von verschiedenen befreundeten Politikern vor den bevorstehenden Entwicklungen gewarnt und es wurde ihm eine sichere Ausreise aus dem Libanon angeboten. Geagea weigerte sich, das Land zu verlassen, und wurde nachfolgend festgenommen, vor Gericht gestellt und zu lebenslanger Haft für mehrere Tatbestände verurteilt. Mitglieder der LF wurden während der Verhöre Folterungen unterzogen und mindestens eines der LF-Mitglieder starb bei der Befragung. Menschenrechtsgruppen einschließlich Amnesty International beklagten die Bedingungen, unter welchen er inhaftiert war. Er war in einer kleinen Zelle drei Stockwerke unter der Erde eingesperrt, die sich im libanesischen Verteidigungsministerium befand und sein Kontakt mit der Außenwelt war streng beschränkt.
Trotz weit verbreiteter Aufrufe namhafter Politiker und Geistlicher für seine Freilassung haben alle libanesischen pro-syrischen Regierungen von 1994 bis 2005 Geagea eine Begnadigung verweigert. Es heißt Geagea habe das Angebot einer Begnadigung durch den Präsidenten abgelehnt, die seine Fähigkeit, sich an der Politik zu beteiligen eingeschränkt hätte.
Vor einer Delegation des Menschenrechtsausschusses des Libanesischen Parlaments, die ihn im November 2004 besuchte, sagte Geagea, „Ich würde es bevorzugen für weitere 20 Jahre im Gefängnis zu bleiben, als meinen Glauben für die Freiheit zu verkaufen.“ Die Rufe nach seiner Freilassung intensivierten sich nach der Zedernrevolution und dem folgenden Rückzug der syrischen Truppen aus dem Libanon im Jahre 2005. Mehrere öffentliche Personen machten geltend, dass die Verhaftung, das Verfahren und die Haft Geageas durch die syrisch-unterstützte Politikerriege als Reaktion auf die Ablehnung seiner Bewegung gegen die syrische Präsenz im Libanon inszeniert worden war.

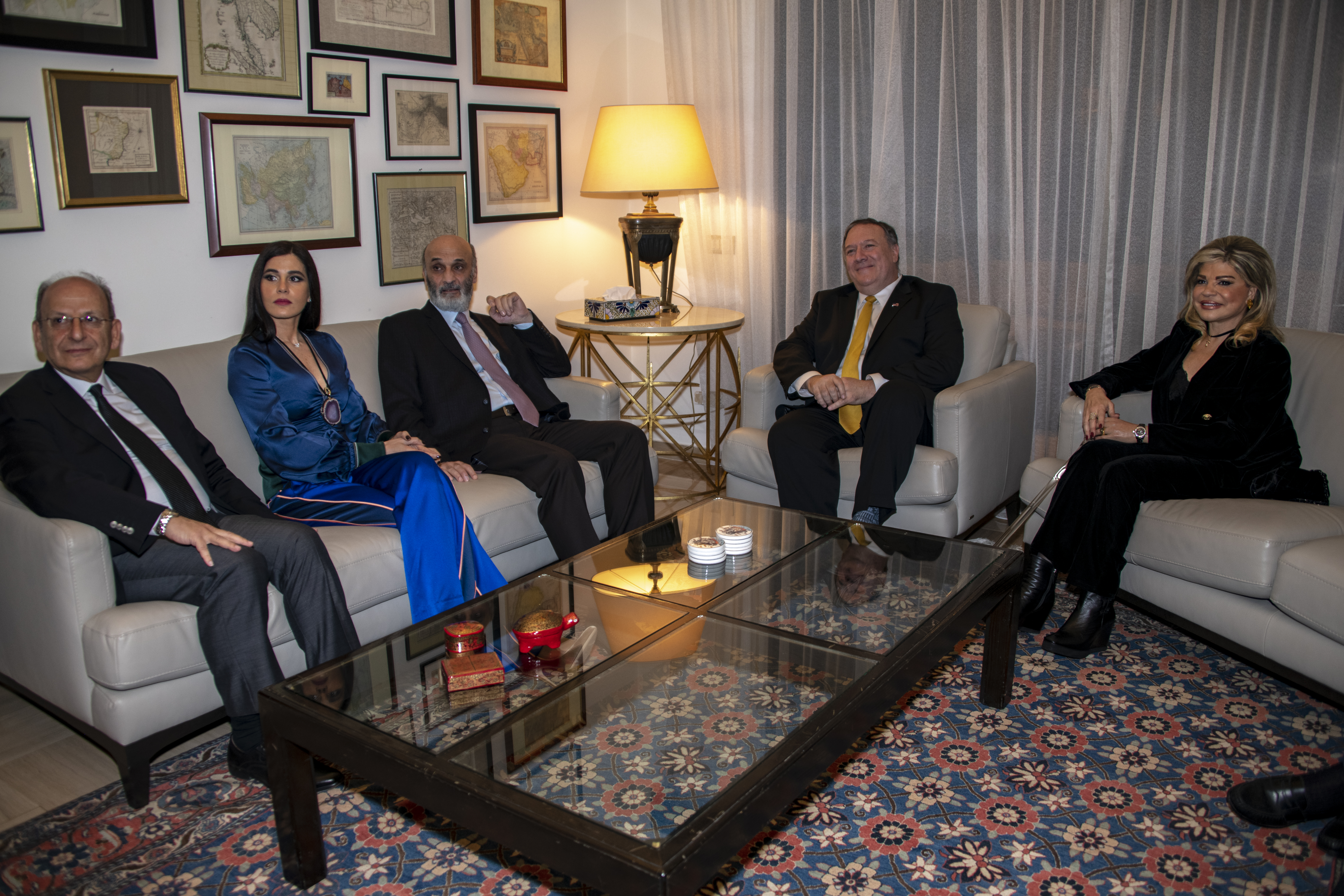
Geagea (auf dem Sofa rechts, daneben seine Frau Sethrida Geagea) bei einem Treffen mit US-Außenminister Mike Pompeo (Mitte) und May Chidiac (rechts), 2019

Das libanesische Parlament verabschiedete am 18. Juli 2005 ein Amnestiegesetz, um Samir Geagea freizulassen. Allerdings bleibt er rechtlich für das Attentat auf Raschid Karami verantwortlich. Nur die Abgeordneten der Hisbollah enthielten sich der Abstimmung. Die Partei Geageas, die Forces Libanaises, feierte im ganzen Libanon.
Geagea wurde am 26. Juli 2005 freigelassen, seine Anhänger feierten euphorisch auf den Straßen. Anschließend verließ er den Libanon zu medizinischen Untersuchungen. Er kehrte am 25. Oktober 2005, seinem Geburtstag, zurück und lebt jetzt in der Zedernregion im Norden des Libanon.

### Ehe
Samir Geagea heiratete 1991 die damals 24-jährige Sethrida Tawk, die an der Lebanese American University Politikwissenschaft studierte. Sie führte während seiner Inhaftierung von 1994 bis 2005 stellvertretend die Forces Libanaises und ist seit 2005 Abgeordnete im libanesischen Parlament.

## Videos
- Best of Hakim Fi Zanzana auf YouTube. Part of a documentary (in Arabic) on Samir Geagea's life in prison. It shows how raising a political issue between Geagea and his wife during her visit to him can result in the interruption of the visit.
- Samir Geagea's press conference immediately following his assassination attempt auf YouTube
- Samir Geagea’s Prison Cell … a Memory of Freedom auf YouTube. Samir Geagea Documentary (in Arabic with english subtitles) human rights violation and forged investigations under terrorism, void trials and suppression of liberties.
- Samir Geagea auf YouTube, appearance on Lebanese Broadcasting Corporation